# جوي ميرفي
جوي ميرفي (بالإنجليزية: Joey Murphy)‏ هو كاتب سيناريو ومنتج تلفزيوني وكاتب أمريكي، ولد في 1941 في الولايات المتحدة.

## وصلات خارجية
- جوي ميرفي على موقع IMDb (الإنجليزية)
- جوي ميرفي على موقع قاعدة بيانات الفيلم (الإنجليزية)
- جوي ميرفي على موقع كينوبويسك (الروسية)